# Pere Gabriel i Carreras
Pere Gabriel Carreras (Terrassa, 1836 - ?) fou un compositor i organista català del segle xix.
El 1858, després de renyides oposicions, guanyà la plaça de mestre de capella i organista de Sant Pere de Terrassa, a més el 1862, fundà allà mateix, un notable orfeó. Va escriure més de 500 obres musicals, tant del gènere religiós com profà.